# NGC 3188
NGC 3188 في الفهرس العام الجديد، هي مجرة، تقع في كوكبة الدب الأكبر. اكتشفت في 8 أبريل 1793 بواسطة ويليام هيرشل.

## روابط خارجية
- NGC 3188 على موقع ويكي سكاي: DSS2, SDSS, GALEX, IRAS, Hydrogen α, X-Ray, Astrophoto, Sky Map, Articles and images